# Dictionnaire français illustré et encyclopédie universelle
Der  Dictionnaire français illustré et encyclopédie universelle (Kurzname: Dupiney de Vorepierre) war ein Wörterbuch der französischen Sprache mit enzyklopädischer Information, aber ohne Eigennamenartikel. Das Werk erschien von 1860 bis 1864 in 2 Bänden in Paris. Verfasser war Jean-Franc̜ois-Marie Bertet-Dupiney de Vorepierre (1811–1880).

## Geschichte
Ab 1847 arbeitete der aus Vienne stammende Dupiney de Vorepierre an einem neuen französischen Wörterbuch, dessen 2700 Seiten erst im Zweiten Kaiserreich erscheinen konnten. Der vollständige Titel lautete:  Dictionnaire français illustré et encyclopédie universelle pouvant tenir lieu de tous les vocabulaires et de toutes les encyclopédies. Das Lexikon erschien im Pariser Verlag Michel Lévy frères (später: Calmann-Lévy). Es war ohne Vorwort.
Das Titelblatt spezifizierte den lexikografischen Inhalt wie folgt: « La partie lexicographique comprend la nomenclature complète de tous les mots usités dans le langage poétique, littéraire et familier, la prononciation et l’étymologie, le sens propre, le sens figuré des mots et les diverses acceptions, les idiotismes, les locutions proverbiales et familières, la synonymie, les paradigmes des conjugaisons des verbes irréguliers, la solution de toutes les difficultés grammaticales, etc. etc. ».
Zu den besonderen Vorzügen gehörten auf der Seite der sprachlichen Information die vergleichende Synonymik (z. B. Vergleich von gain, profit und lucre im Artikel gain) und die umfängliche Hilfe zu grammatikalischen Schwierigkeiten sowie auf der Seite der enzyklopädischen Information die Ausführlichkeit der sachlichen Beschreibung, z. B. im Artikel abeille das Verhalten der Bienen über 6 Spalten (einschließlich Bebilderung).
Ideologisch war das Lexikon dem Zweiten Kaiserreich und dessen Schulwesen verpflichtet. Das brachte ihm die harsche Kritik der republikanischen Nachfolger von Pierre Larousse bis Alain Rey ein, die die reiche schulorientierte (und nicht sprachgeschichtlich orientierte) Sprachinformation des Wörterbuchs nicht zu würdigen wussten. So warf ihm Larousse vor, keine Zitate aufzunehmen, während sich Dupiney de Vorepierre damit in Übereinstimmung mit der Académie française wusste.
Da bei Dupiney zur vollständigen Sachinformation die Eigennamenartikel fehlten (z. B. Allemagne „Deutschland“ oder allemand „deutsch“), schuf der Verfasser zur Ergänzung noch ein Eigennamenlexikon unter dem Titel: Dictionnaire des noms propres, ou Encyclopédie illustrée de biographie, de géographie, d'histoire et de mythologie. 2 Bde. Paris 1876–1879, 2450 Seiten. Eine solche Trennung vermied Pierre Larousse in seinem epochemachenden Grand Dictionnaire universel du XIXe siècle.

## Gliederung
- 1: A–F, 1328 Seiten
- 2: G–Z, 1376 Seiten